# Przelotnia

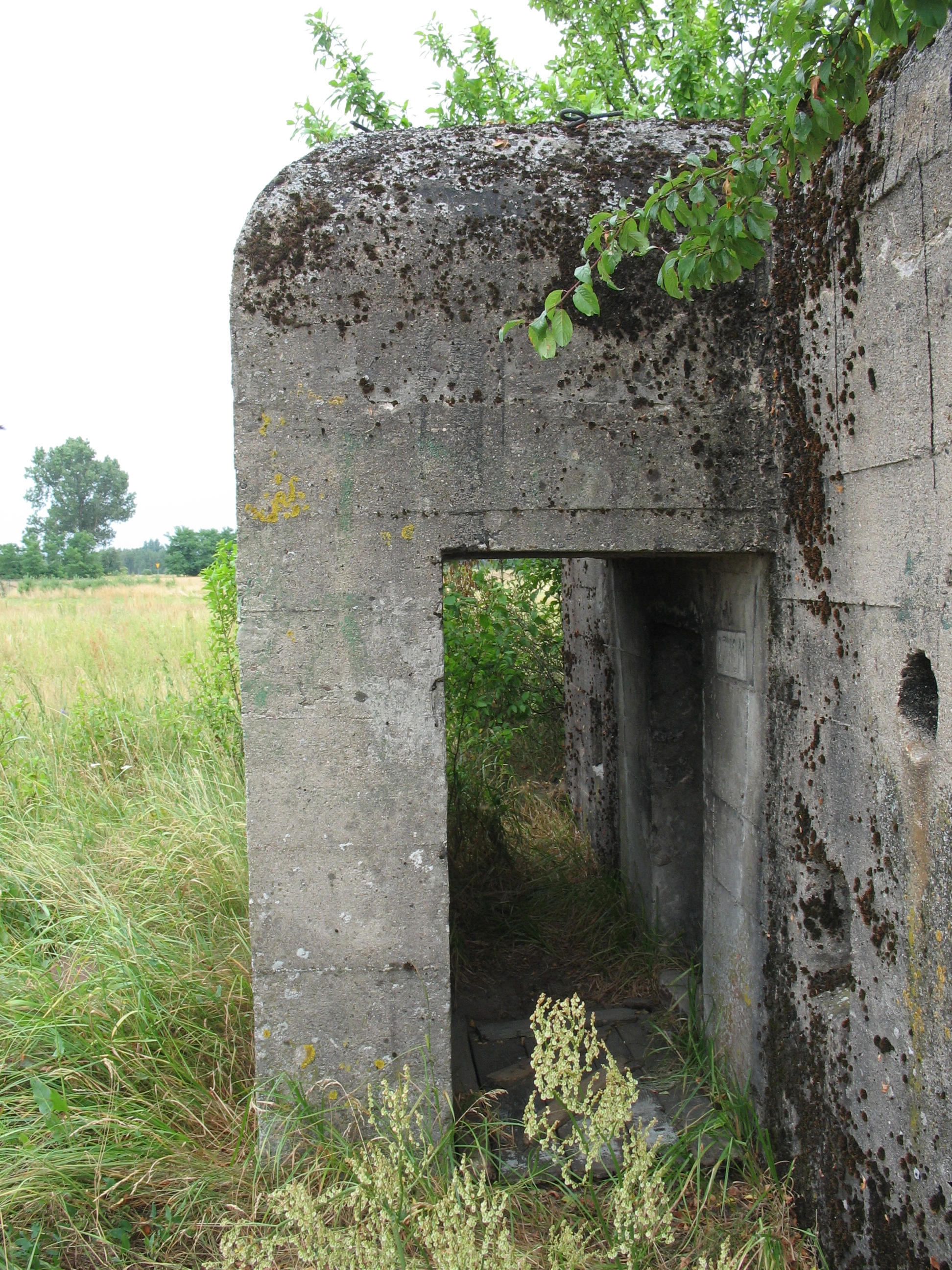
Przelotnia XX-wiecznego schronu

Przelotnia – element fortyfikacji. Krótkie, kryte przejście, stosowane przy wejściach do schronów, podwalniach itp., celem obrony przed ostrzałem lub odłamkami pocisków.